# Discografia de la simfonia núm. 8 de Mahler
El primer enregistrament complet de la Vuitena Simfonia de Gustav Mahler es va realitzar el 9 d'abril de 1950, amb Leopold Stokowski dirigint l'Orquestra Filharmònica de Nova York de Nova York. Aquest va ser un dels primers dels discos de llarga durada realitzats per Columbia, que havia introduït el format microsolc el 1948. L'enregistrament va ser d'una interpretació en directe al Carnegie Hall. Gairebé dos anys abans, el director d'orquestra d'origen hongarès Eugene Ormandy havia enregistrat el moviment del Veni Creator Spiritus, amb l'Orquestra del Hollywood Bowl, en un concert al Hollywood Bowl, al juliol de 1948. Des de la versió de Stokowski, s'han fet, com a mínim, 70 enregistraments de la simfonia, amb moltes de les principals orquestres i cors del món, sobretot durant les actuacions en directe. Aquest número inclou enregistraments que eren per a la distribució privada o limitada.

## Enregistraments de so
| Any  | Director              | Orquestra                                                                        | Solistes | Cors | Editorial                       | Notes                                                                              |
| ---- | --------------------- | -------------------------------------------------------------------------------- | --- | --- | ------------------------------- | ---------------------------------------------------------------------------------- |
| 1950 | Leopold Stokowski     | Orquestra Filharmònica de Nova York                                              | Frances Yeend, Uta Graf, Camilla Williams, Martha Lipton, Louise Bernhardt, Eugene Conley, Carlos Alexander, George London                                                 | Westminster Choir; Schola Cantorum de New York; Public School Boys' Chorus | Music & Arts Programs (CD)      | Interpretació en directe, 9 d'Abril del 1950                                       |
| 1951 | Hermann Scherchen     | Wiener Symphoniker                                                               | Elsa Marie Mattheis, Daniza Ilitsch, Rosette Anday, Georgine von Milinkovič, Erich Majcut, Otto Wiener, Georg Oeggl                                                        | Wiener Akademiekammerchor; Wiener Singakademie; Wiener Knabenchor | Tahra classical recordings (CD) | Interpretació en directe 13 de Juny del 1951                                       |
| 1954 | Eduard Flipse         | Rotterdam Philharmonic Orchestra                                                 | Annelies Kupper, Hilde Zadek, Corry Bijster, Annie Hermes, Lore Fischer, Annie Woud, Lorenz Fehenberger, Frans Vroons, Hermann Prey, Gottlob Frick, David Hollestelle      | Rotterdam Philharmonic Choir; Combined Rotterdam choirs; St. Willibrord's children's choir                                                                                          | Philips                         | Interpretació en directe, 3 de Juliol del 1954                                     |
| 1954 | Winfried Zillig       | NDR Symphony Orchestra                                                           | Annelies Kupper, Ilona Steingruber, Dorothea Forster-Georgi, Maria von Ilosvay, Ursula Zollenkopf, Lorenz Fehenberger, Hermann Prey, Franz Crass, Dietrich Fischer-Dieskau | Kölner Rundfunkchor; Chor der Hamburger Musikhochschule; Städtischer Chor Hamburg; Knabenchor der Oberschule Eppendorf                                                              | Gala (CD)                       | Interpretació en directe, 29 i 30 de Novembre del 1954                             |
| 1959 | Jascha Horenstein     | London Symphony Orchestra                                                        | Joyce Barker, Agnes Giebel, Beryl Hatt, Kerstin Meyer, Helen Watts, Kenneth Neate, Alfred Orda, Arnold van Mill                                                            | BBC Chorus; BBC Choral Society; Goldsmith's Choral Union; Hampstead Choral Society; Orpington Junior Singers; Emanuel School Boys' Choir                                            | BBC Legends (CD)                | Interpretació en directe, 20 de Març del 1959                                      |
| 1960 | Dimitri Mitropoulos   | Vienna Philharmonic Orchestra                                                    | Mimi Coertse, Hilde Zadek, Lucretia West, Ira Malaniuk, Giuseppe Zampieri, Hermann Prey, Otto Edelmann                                                                     | Vienna State Opera chorus; Wiener Singverein; Wiener Sängerknaben | ORFEO (CD)                      | Interpretació en directe, 28 d'Agost del 1960                                      |
| 1962 | Leonard Bernstein     | New York Philharmonic                                                            | Adele Addison, Lucine Amara, Lili Chookaskian, Jennie Tourel, Richard Tucker, Ezio Flagello, George London                                                                 | Schola Cantorum of New York; Juilliard Chorus; Columbus Boychoir | CBS Masterworks (CD)            | Interpretació en directe, 23 de Setembre del 1962 (Només el Veni Creator Spiritus) |
| 1963 | Maurice Abravanel     | Utah Symphony Orchestra                                                          | Jeanine Grader, Lynn Owen, Blanche Christensen, Nancy Williams, Marlena Kleinman, Stanley Kolk, David Clatworthy, Malcolm Smith                                            | University of Utah Civic Chorale; Salt Lake City Children's Choir | Vanguard (CD)                   | Enregistrament en estudi, Desembre del 1963                                        |
| 1966 | Leonard Bernstein     | London Symphony Orchestra                                                        | Erna Spoorenberg, Gwynneth Jones, Gwenyth Annear, Anna Reynolds, Norma Procter, John Mitchinson, Vladimir Ruzdjak, Donald McIntyre                                         | London Symphony Chorus; Leeds Festival Chorus; The Orpington Junior Singers; Highate Schoolboys' Choir; Finchley Children Music Group                                               | CBS Masterworks (CD)            | Enregistrament en estudi, Abril del 1966                                           |
| 1970 | Rafael Kubelík        | Bavarian Radio Symphony Orchestra                                                | Martina Arroyo, Erna Spoorenberg, Edith Mathis, Julia Hamari, Norma Procter, Donald Grobe, Dietrich Fischer-Dieskau, Franz Crass                                           | Chöre des Bayerischen, Norddeutschen und Westdeutschen Rundfunks; Knaben der Regensburger Domspatzen; Frauenchor des Münchener Motettenchors                                        | Deutsche Grammophon (CD)        | Enregistrament en estudi, 25 i 26 de Juny del 1970                                 |
| 1971 | Georg Solti           | Chicago Symphony Orchestra                                                       | Heather Harper, Lucia Popp, Arleen Auger, Yvonne Minton, Helen Watts, René Kollo, John Shirley-Quirk, Martti Talvela                                                       | Vienna State Opera chorus; Wiener Singverein; Vienna Sängerknaben | Decca (CD)                      | Enregistrament en estudi, 30 d'Augost i 1 de Setembre del 1971                     |
| 1971 | Bernard Haitink       | Concertgebouw Orchestra                                                          | Ileana Cotrubas, Heather Harper, Hanneke van Bork, Birgit Finnilä, Marianne Dielman, William Cochran, Hermann Prey, Hans Sotin                                             | Toonkunstkoor; De Stem des Volks; Kinderkoor St Willibrord; Collegium Musicum Amstelodamense                                                                                        | Pentatone (CD)                  | Enregistrament en estudi, 16-19 de Setembre del 1971                               |
| 1972 | Takashi Asahina       | Osaka Philharmonic Orchestra                                                     | Sakae Himoto, Harumi Okada, Kasuko Nagai, Tokiko Katsura, Kiyoko Haba, Tomijiro Ito, Takashi Mimuro, Ryozo Tate                                                            | Osaka College of Music and Men's Choruses; Asahi Chorus; Ivy Chorus; Kansai Opera and Quodelibet Choruses; Kobe and Nara Broadcasting Children's Choruses                           | Vox                             | Interpretació en directe, 5 i 6 de Juliol del 1972                                 |
| 1972 | Wyn Morris            | Symphonica of London                                                             | Joyce Baker, Elisabeth Simon, Norma Burrowes, Joyce Blackham, Alfreda Hodgson, John Mitchinson, Raymond Myer, Gwyne Howell                                                 | The Ambrosian Singers; New Philharmonia Orchestra Chorus: The Bruckner-Mahler Choir of London; Highgate School Choir; The Orpington Junior Singers; Finchley Children's Music Group | SYMR                            | Enregistrament en estudi, 20–22 de Novembre del 1972                               |
| 1975 | Pierre Boulez         | BBC Symphony Orchestra                                                           | Edda Moser, Linda Esther Gray, Wendy Eathorne, Elisabeth Connel, Bernadette Greevy, Alberto Remedios, Siegmund Nimsgern, Marius Rintzler                                   | BBC Chorus; BBC Choral Society; BBC Scottish National Chorus; Wandsworth School Choir                                                                                               | Artists                         | Interpretació en directe, 25 de Juliol del 1975                                    |
| 1975 | Leonard Bernstein     | Vienna Philharmonic Orchestra                                                    | Margaret Price, Judith Blegen, Gerti Zeumer, Trudeliese Schmidt, Agnès Baltsa, Kenneth Riegel, Hermann Prey, José van Dam                                                  | Vienna State Opera chorus; Wiener Singverein; Wiener Sängerknaben | Deutsche Grammophon (CD)        | Interpretació en directe, 30 d'Augost del 1975 (També en format DVD)               |
| 1979 | James Levine          | Chicago Symphony Orchestra                                                       | Carol Neblett, Judith Blegen, Jann Jaffe, Isola Jones, Birgit Finnila, Kenneth Riegel, Ryan Edwards, John Cheek                                                            | Chicago Symphony Chorus; Glen Ellyn Children's Chorus, | CSO                             | Interpretació en directe, 6 de Juliol del 1979 (Només el Veni Creator Spiritus)    |
| 1979 | Kazuo Yamada          | Tokyo Metropolitan Symphony Orchestra                                            | Katsura Nakazawa, Mitsuko Sakai, Eiko Soga, Hiroko Kimura, Minako Nagano, Masaru Itabashi, Tadahiko Hirano, Takao Okkamura                                                 | Shonan Shimin Choir; Choeur Croix; Shonan Children Choir; Chigasaki Mixed Choir; Odawara Male Choir                                                                                 | CBS                             | Interpretació en directe, 12 de Febrer del 1979                                    |
| 1980 | Seiji Ozawa           | Boston Symphony Orchestra                                                        | Faye Robinson, Judith Blegen, Deborah Sasson, Florence Quivar, Lorna Myers, Kenneth Riegel, Benjamin Luxon, Gwyne Howell                                                   | Tanglewood Symphony Chorus; Boston Boys' Choir | Philips                         | Interpretació en directe, Octobre i Novembre del 1980                              |
| 1981 | Michael Gielen        | Frankfurter Opern- und Museumsorchester                                          | Faye Robinson, Margaret Anne Marshall, Hildegard Heichele, Ortrun Wenkel, Hildegard Laurich, Mallory Walker, Richard Stilwell, Simon Estes                                 | Figuralchor des Hessischen Rundfunks; Frankfurter Kantorei; Frankfurter Singakademie; Limburger Domsingknaben                                                                       | Sony (CD)                       | Interpretació en directe, 28 d'Agost del 1981                                      |
| 1982 | Václav Neumann        | Czech Philharmonic orchestra                                                     | Gabriela Beňačková, Inge Nielsen, Daniéla Sounova, Věra Soukupová, Libuše Márová, Thomas Moser, Wolfgang Schöne, Richard Novak                                             | Czech Philharmonic Choir; Czech Radio Symphony Orchetra choir; Prague Philharmonic Children's Choir                                                                                 | Supraphon (CD)                  | Enregistrament en estudi, Febrer del 1982                                          |
| 1986 | Klaus Tennstedt       | London Philharmonic Orchestra                                                    | Elisabeth Connel, Edith Wiens, Felicity Lott, Trudeliese Schmidt, Nadine Denize, Richard Versalle, Jorma Hynninen, Hans Sotin                                              | London Philharmonic Choir; Tiffin Schoolboys' Choir | EMI (CD)                        | Enregistrament en estudi, Abril i Octubre del 1986                                 |
| 1986 | Lorin Maazel          | Vienna Philharmonic Orchestra                                                    | Sylvia Greenberg, Roberta Alexander, Angela-Maria Blasi, Jessye Norman, Christa Ludwig, Werner Hollweg, Bernd Weikl, Kurt Rydl                                             | Vienna State Opera Chorus; Tölzer Knabenchor | Pandora's Box (CD)              | Interpretació en directe, 4 d'Agost del 1986                                       |
| 1986 | Eliahu Inbal          | Frankfurt Radio Symphony Orchestra                                               | Faye Robinson, Teresa Cahill, Hildegard Heichele, Livia Budai, Jane Henschel, Kenneth Riegel, Hermann Prey, Harald Stamm                                                   | Chöre des Norddeutschen, Bayerischen und Westdeutschen Rundfunks; Südfunk-Chor Stuttgart; RIAS Kammerchor; Limburger Domsingknaben; Hessischer Rundfunk Knabenchor                  | Brilliant Classics (CD)         | Enregistrament en estudi, Octubre del 1986                                         |
| 1989 | Lorin Maazel          | Vienna Philharmonic Orchestra                                                    | Sharon Sweet, Pamela Coburn, Florence Quivar, Brigitte Fassbaender, Richard Leech, Siegmund Nimsgern, Simon Estes                                                          | Vienna State Opera Chorus; O.R.F. Choir; Arnold Schönberg Choir; Wiener Sängerknaben                                                                                                | Sony (CD)                       | Enregistrament en estudi, Juny del 1989                                            |
| 1989 | Ondrej Lenárd         | Shinsei Nihon Symphony Orchestra,                                                | Konomi Nagoya, Fumiko Nishimatsu, Yoko Oshima, Misato Iwamori, Yuko Ofuji, Eiji Date, Hidemori Komatsu, Yasuo Yoshino                                                      | Shinsei-Nikkyo Chorus; Tokyo Laien Choir; The Little Spiritual Fantastic Singers in Arakawa, Tokyo                                                                                  | Club La bohème (CD)             | Enregistrament en estudi, 8 i 10 de Juny del 1989                                  |
| 1990 | Giuseppe Sinopoli     | Philharmonia Orchestra                                                           | Cheryl Studer, Angela-Maria Blasi, Sumi Jo, Waltraud Meier, Kasuko Nagai, Keith Lewis, Thomas Allen, Hans Sotin                                                            | Philharmonia Chorus; Southend Boys' Choir | Philips (CD)                    | Enregistrament en estudi, Novembre i Desembre del 1990                             |
| 1991 | Hiroshi Wakasugi      | Tokyo Metropolitan Symphony Orchestra                                            | Shinobu Satoh, Misako Watanabe, Yukie Ohkura, Naoko Ihara, Yuri Oh-Hasehi, Makoto Hayashi, Fukuru Katsube, Keizo Takahashi                                                 | Shin-Yukai Chorus: Tokyo Broadcasting Children Chorus | Fontec (CD)                     | Interpretació en directe, 24 de Gener del 1991                                     |
| 1991 | Emil Tabakov          | Sofia Philharmonic Orchestra                                                     | Lyudmila Hadzhieva, Tamara Takac, Boryana Tabakova, Janos Bandi, Pal Kovacs, Tamash Syule                                                                                  | Bulgarian National Choir "Svetoslav Obretenov"; Chorus of Bulgarian National Radio; Children's Choir of Bulgarian National Radio                                                    | Capriccio (CD)                  | Enregistrament en estudi, Juny del 1991                                            |
| 1991 | Robert Shaw           | Atlanta Symphony Orchestra                                                       | Deborah Voigt, Margaret Jane Wray, Heidi Grant, Delores Ziegler, Marietta Simpson, Michael Sylvester, William Stone, Kenneth Cox                                           | Atlanta Symphony Orchestra Choir; Ohio State University Chorale; Ohio State University Symphonic Choir; Master Chorale of Tampa Bay; Atlanta Boy Choir                              | TELARC (CD)                     | Enregistrament en estudi, Abril del 1991                                           |
| 1991 | Gary Bertini          | Kölner Westdeutschen Rundfunk Sinfonie Orchester,                                | Julia Varady, Mari-Ann Häggender, Maria Venuti, Ann Howells, Florence Quivar, Paul Frey, Alan Titus, Siegfried Vogel                                                       | Chor des Westdeutschen Rundfunk; Chor des Süddeutschen Rundfunk Stuttgart; Choeur Philharmonique de Prague; Les petits Chanteurs de Tokyo                                           | EMI (CD)                        | Interpretació en directe, 12 de Novembre del 1991                                  |
| 1992 | Anton Nanut           | Simfoniki RTV Slovenija, Ljubljana,                                              | Eva Kirchner, Elisabeth Kim, Anne Schwanewilms, Etsuko Katagiri, Daniel Kim, Jochem Schmeckenbecher, Martin Krasnenko                                                      | Hungarian Jeunesses Choir; Slovenski Komorni Zbor; Zbor Consortium Musicum; Otroski Zbor RTV Slovenia                                                                               | Digital (CD)                    | No se sap la data de l'enregistrament o de la interpretació                        |
| 1993 | Leif Segerstam        | Danish Radio Symphony Orchestra                                                  | Inga Nielsen, Majken Bjerno, Henriette Blonde-Hanson, Kirsten Dolberg, Anne Gjevang, Raimo Sirkiä, Jorma Hynninen, Carsten Stabell                                         | Danish Radio Chorus; Berlin Philharmonic Choir; Københavns Drengekor | Chandos (CD)                    | Enregistrament en estudi, Agost del 1993                                           |
| 1994 | Claudio Abbado        | Berlin Philharmonic Orchestra                                                    | Cheryl Studer, Sylvia McNair, Andrea Rost, Anne Sofie von Otter, Rosemarie Lang, Peter Seiffert, Bryn Terfel, Jan-Hendrik Rootering                                        | Berlin Radio Choir; Prague Philharmonic Choir; Tölzer Knabenchor | Deutsche Grammophon (CD)        | Interpretació en directe, Febrer del 1994                                          |
| 1994 | Edo de Waart          | Netherlands Philharmonic Orchestra                                               | Alessandra Marc, Gwynne Geyer, Regina Nathan, Doris Soffel, Nancy Maultsby, Vinson Cole, David Wilson-Johnson, Andrea Silvestrelli                                         | Netherlands Philharmonic Choir; Leipzig Opera Chorus; Stadsknapenkoor, Elburg | RCA (CD)                        | Interpretació en directe, 17 de setembre del 1994                                  |
| 1994 | Neeme Järvi           | Gothenburg Symphony Orchestra                                                    | Ulla Gustafsson, Mari-Ann Häggender, Carolina Sandgren, Ulrika Tenstam, Anne Gjevang, Seppo Ruohonen, Mats Persson, Johann Tilli                                           | Gothenburg Opera Chorus; Gothenburg Symphony Chorus; Kungliga Filharmoniska Kören i Stockholm; Brunnsbokŏren; Estonian Boys' Choir                                                  | BIS (CD)                        | Interpretació en directe, 25 de novembre del 1994                                  |
| 1995 | Riccardo Chailly      | Concertgebouw Orchestra                                                          | Alessandra Marc, Julia Faulkner, Cyndia Sieden, Jard van Nes, Birgit Remmert, Gary Lakes, Andreas Schmidt, Robert Holl                                                     | Kühn Mixed Choir; Prague Philharmonic Choir; Breda Sacrament Choir and Youth Choir; St. Bavo Cathedral, Haarlem, Youth Choir;                                                       | Decca (CD)                      | Interpretació en directe, 15 de maig del 1995                                      |
| 1995 | Michiyoshi Inoue      | Kyoto Symphony Orchestra                                                         | Shinobu Sato, Minako Shioda, Yuko Kamahora, Masako Teshima, Kazuko Nagai, Akeshi Wakamoto, Akiya Fukushima, Toshihiko Yamaguchi                                            | Kyoto InterUniversity Chorus; Kyoto Boys Chorus | OCD (CD)                        | Interpretació en directe, 18 d'octubre del 1995                                    |
| 1996 | Colin Davis           | Bavarian Radio Symphony Orchestra                                                | Alessandra Marc, Sharon Sweet, Elisabeth Norberg-Schulz, Vesselina Kasarova, Ning Liang, Ben Heppner, Sergei Leiferkus, René Pape                                          | Bavarian Radio Choir; Berlin Radio Choir; Südfunk-Chor Stuttgart; Tölzer Knabenchor                                                                                                 | RCA (CD)                        | Interpretació en directe, Juliol del 1996                                          |
| 1996 | Evgeni Svetlanov      | Russian State Symphony Orchestra                                                 | Galina Boiko, Natalia Guerassimova, Galina Borissova, Olga Alexandrova, Alexeï Martynov, Dimitri Trapeznikov, Anatoly Safiouline                                           | Children's Choir and Double mixed Choir of the Moscow Academy of Choral Singing | Warner Classics (CD)            | Enregistrament en estudi, Agost i Setembre del 1996                                |
| 1998 | Michael Gielen        | SWR Sinfonieorchester Baden-Baden und Freiburg                                   | Alessandra Marc, Margaret Jane Wray, Christiane Boesiger, Dagmar Pecková, Eugenia Grunewald, Glenn Winslade, Anthony Michaels-Moore, Peter Lika                            | EuropaChor Akademie; Aurelius Sängerknaben, | Hänssler (CD)                   | Interpretació en directe, 8 i 18 de desembre del 1998                              |
| 2000 | Riccardo Chailly      | Concertgebouw Orchestra, Amsterdam                                               | Jane Eaglen, Anne Schwanewilms, Ruth Ziesak, Sara Fulgoni, Anna Larsson, Ben Heppner, Peter Mattei, Jan-Hendrik Rootering                                                  | Groot Omroepkoor; Prague Philharmonic Choir; Breda Sacrament Choir and Youth Choir; St. Bavo Cathedral, Haarlem, Youth Choir;                                                       | Decca (CD)                      | Enregistrament en estudi, gener del 2000                                           |
| 2000 | Geoffrey Simon        | Northwest Mahler Festival Orchestra                                              | Victoria Gydov, Hyun Joo Yang, Catherine Haight, Janna Waechter, Diane Radabaugh, Leslie Green, Stephen Janzen, Michael Delos                                              | Northwest Mahler Festival Chorus | NWMF (CD)                       | Interpretació en directe, 16 de juliol del 2000                                    |
| 2001 | Francisco Savin       | Orquesta Sinfónica de Xalapa                                                     | Encarnación Vazquez, Angelina Rojas, Lourdez Ambriz, Grace Echauri, Verónica Alexanderson, José Guadalupe Reyes, Jesús Suaste, Noé Colin                                   | Coro de la Universidad Veracruzana | Tharsis (CD)                    | Interpretació en directe, Juny del 2001                                            |
| 2002 | Lorin Maazel          | Bavarian Radio Symphony Orchestra                                                | Sharon Sweet, Angela Maria Blasi, Laura Aikin, Cornelia Kallisch, Brigitte Pinter, Glenn Winlade, Jan-Hendrik Rootering, Siegmund Nimsgern                                 | Bavarian Radio Choir; Berlin Radio Choir; Südfunk-Chor Stuttgart; Tölzer Knabenchor                                                                                                 | En Larmes (CD)                  | Interpretació en directe, 6 de Juny del 2002                                       |
| 2002 | Simon Rattle          | City of Birmingham Symphony Orchestra, National Youth Orchestra of Great Britain | Christine Brewer, Soile Isokoski, Rosemary Joshua, Birgit Remmert, Jane Henschel, Jon Villars, David Wilson-Johnson, John Relyea                                           | City of Birmingham Symphony Youth Chorus; Toronto Children's Chorus; Sydney Philharmonia Choirs; London Symphony Chorus; City of Birmingham Symphony Chorus,                        | En Larmes (CD)                  | Interpretació en directe, 8 d'agost del 2002                                       |
| 2003 | Neil Mantle           | Scottish Sinfonia                                                                | Solistes no identificats | Edinburgh Bach Choir; Edinburgh Royal Choral Union; Edinburgh Youth Choir; Jubilo                                                                                                   | Scottish Sinfonia (CD)          | Interpretació en directe, Novembre del 2003                                        |
| 2004 | Kent Nagano           | Deutsches Symphonie-Orchester Berlin                                             | Sylvia Greenberg, Lynne Dawson, Sally Matthews, Sophie Koch, Elena Manistina, Robert Gambill, Detlef Roth, Jan-Hendrik Rootering                                           | Rundfunkchor Berlin; MDR Rundfunkchor Leipzig; Windsbacher Knabenchor | Harmonia Mundi (CD)             | Enregistrament en estudi, Abril i Maig del 2004                                    |
| 2004 | Gary Bertini          | Tokyo Metropolitan Orchestra                                                     | Tomoko Nakamura, Emi Sawahate, Miwako Handa, Setsuko Takemoto, Kei Fukui, Akiya Fukushima, Akira Hasegawa                                                                  | Shin-Yukai Choir; Shinjuku Bunka Center 25th Anniversary Choir; The little Spiritual Fantastic Singers in Arakawa Tokyo                                                             | Fontec (CD)                     | Interpretació en directe, 20 de Maig del 2004                                      |
| 2004 | Simon Rattle          | City of Birmingham Symphony Orchestra, National Youth Orchestra of Great Britain | Christine Brewer, Soile Isokoski, Juliane Banse, Birgit Remmert, Jane Henschel, Jon Villars, David Wilson-Johnson, John Relyea                                             | City of Birmingham Symphony Youth Chorus; Toronto Children's Chorus; Sydney Philharmonia Choirs; London Symphony Chorus; City of Birmingham Symphony Chorus,                        | EMI (CD)                        | Interpretació en directe, Setembre del 2002                                        |
| 2005 | Antoni Wit            | Orkiestra Symfoniczna Filharmonii Narodowej                                      | Barbara Kubiak, Isabela Klosinska, Marta Boberska, Jadwiga Rappe, Ewa Marciniec, Timothy Bentch, Wojciech Drabowicz, Piotr Nowacki                                         | Chór Filharmonii Narodowej; Chór Uniwersytetu Kardynała Stefana Wyszynskiego, Warszawski Chór Chłopięcy i Męski                                                                     | Naxos (CD)                      | Enregistrament en estudi, 2006                                                     |
| 2007 | Pierre Boulez         | Staatskapelle Berlin                                                             | Twyla Robinson, Erin Wall, Adriane Queiroz, Michelle DeYoung, Simone Schröder, Johan Botha, Hanno Müller-Brachmann, Robert Holl                                            | Chor der Deutschen Staatsoper Berlin; Rundfunkchor Berlin; Aurelius Sängerknaben | Deutsche Grammophon (CD)        | Enregistrament en estudi, Abril del 2007                                           |
| 2008 | Valery Gergiev        | London Symphony Orchestra                                                        | Viktoria Yastrebova, Ailish Tynan, Liudmilla Dudinova, Lilli Paasikivi, Zlata Bulycheva, Sergey Semishkur, Alexey Maekov, Evgeny Nikitin                                   | London Symphony Chorus; Choral Arts Society of Washington; Choir of Eltham College                                                                                                  | LSO (CD)                        | Interpretació en directe, 9 de Juliol del 2008                                     |
| 2008 | Michael Tilson Thomas | San Francisco Symphony Orchestra                                                 | Erin Wall, Elza van den Heever, Laura Claycomb, Katarina Karneus, Yvonne Naef, Anthony Dean Griffey, Quinn Kelsey, James Morris                                            | San Francisco Symphony Chorus; Pacific Boychoir; San Francisco Girls Chorus | San Francisco Symphony (CD)     | Interpretació en directe, 19 de Novembre del 2008                                  |
| 2008 | David Zinman          | Tonhalle Orchester Zurich                                                        | Melanie Diener, Juliane Banse, Anna Larsson, Yvonne Naef, Birgit Remmert, Anthony Dean Griffey, Stephen Powell, Ildar Abdrazakov                                           | Schweizer Kammerchor; WDR Rundfunkchor Köln; Zürcher Sängerknaben; Kinderchor Kaltbrunn                                                                                             | RCA (CD)                        | No s'ha trobat la data de la interpretació                                         |
| 2008 | Gerard Schwarz        | Seattle Symphony Orchestra                                                       | Jane Eaglen, Lauren Flanigan, Jane Giering de Hann, Jane Gilbert, Nancy Maultsby, Clayton Brainherd, Vinson Cole, Harold Wilson                                            | Seattle Chorale; Seattle Pro Musica; Northwest Boychoir | Seattle Symphony                | Interpretació en directe, 25 de Setembre del 2008                                  |

### Enregistraments de so en circulació limitada
Els següents enregistraments van ser emesos en circulació limitada o privada.
| Any   | Director            | Orquestra                                            | Editor                              |
| ----- | ------------------- | ---------------------------------------------------- | ----------------------------------- |
| 1968? | Gunther Theuring    | Bratislava Radio Orchestra                           | Edició privada                      |
| 1982  | André Vandernoot    | Orquestra de Brabant                                 | RCS (N)                             |
| 1982  | Hiroyuki Iwaki      | Orquestra de la Universitat de Waseda                | Universitat de Waseda               |
| 1983  | Arpad Joó           | Orquestra Simfònica de Budapest                      | Hungaroton                          |
| 1986  | Jürgen Jürgens      | Orquestra de la Universitat d'Hamburg                | Edició privada                      |
| 1993  | Manfred Schreier    | Junges Philharmonisches Orchester Stuttgart          | Edició privada                      |
| 1995  | Naohiro Totsuka     | Orquestra Filharmònica de la Ciutat de Tòquio        | Filharmònica de la ciutat de Tòquio |
| 1995  | Robert Olson        | Orquestra Colorado MahlerFest                        | Mahlerfest                          |
| 1998  | Kenichiro Kobayashi | Orquestra Filharmònica del Japó                      | Exton                               |
| 2001  | Franz Welser-Möst   | Jove Orquestra Gustav Mahler                         | Musicom                             |
| 2004  | Kazuyoshi Akiyama   | Orquestra Simfònica de Tòquio                        | Fontec                              |
| 2005  | Rudolf Piehlmayer   | Orquestra Filharmònica d'Augsburg                    | Teatre d'Augsburg                   |
| 2005  | Vladimir Fedoseyev  | Orquestra Simfònica Txaikovski de la Ràdio de Moscou | Relief                              |
| 2008  | Eliahu Inbal        | Orquestra Simfònica Metropolitana de Tòquio          | Exton                               |

## Enregistraments de video
| Any  | Director          | Orquestra                      | Solistes | cor                                                                   | Discogràfica        | Notes                                          |
| ---- | ----------------- | ------------------------------ | --- | --------------------------------------------------------------------- | ------------------- | ---------------------------------------------- |
| 1975 | Leonard Bernstein | Vienna Philharmonic Orchestra  | Margaret Price, Judith Blegen, Gerti Zeumer, Trudeliese Schmidt, Agnès Baltsa, Kenneth Riegel, Hermann Prey, José van Dam  | Vienna State Opera chorus; Wiener Singverein; Wiener Sängerknaben     | Deutsche Grammophon | Interpretació en directe, 30 d'agost del 1975  |
| 1991 | Klaus Tennstedt   | London Philharmonic Orchestra  | Julia Varady, Jane Eaglen, Susan Bullock, Trudeliese Schmidt, Jadwiga Rappe, Kenneth Riegel, Eike Wilm Schulte, Hans Sotin | London Philharmonic Choir; London Symphony Chorus; Eton College Choir | EMI                 | Enregistrat els dies 27 i 28 de gener del 1991 |
| 2003 | Hun-Joung Lim     | Bucheon Philharmonic Orchestra | Jee-Wha Shin, Kyung-Hye Nah, Jeong-Won Park, Hyun-Jeong Lee, Hyun-Joo Chang, Hyun-Jae Park, Kee-Hong Cheon, Hyun-Kwang Ryu | Cors de Bucheon, Seül i Suwon                                         | KBS Media           | Interpretació en directe, 31 de maig del 2003  |